# Cuisine sauvage
Cuisine sauvage est une émission de télévision française diffusée depuis le 26 juin 2014 sur France 5.
Dans chaque épisode, John C. (Jonathan Czodor Ichmoukametoff) accompagne un grand chef cuisiner en plein nature pendant trois jours, en condition de survie, et vont devoir se débrouiller pour trouver à boire, à manger et dormir.

## Principe de l'émission
L'émission reprend le principe d'une émission de 1995 de la chaine britannique Channel 4 nommée A Cook on the Wild Side. Jonathan Czodor Ichmoukametoff,(dit John C.) se retrouve dans chaque épisode en compagnie d'un grand chef cuisiner en pleine nature dans une région française. Chaque chef n'a le droit d'emporter avec lui que trois accessoires de cuisine et trois ingrédients de son choix.
Pendant trois jours, John C., spécialiste en techniques de survie et fondateur de l'école de vie et survie en forêt ainsi que de l'école des éclaireurs-pisteurs , va initier le chef cuisinier à la survie en milieu sauvage : chasse, pêche, cueillette, cuisson des aliments, obtention d'eau potable...
À l'issue du périple de trois jours, le chef cuisinier va mettre en œuvre ses nouvelles connaissances pour préparer un repas gastronomique dans ces conditions.
John C. est éclaireur pisteur et instructeur survie de métier .
Adepte des arts martiaux depuis son plus jeune âge, il est également le fondateur de l'école des arts martiaux cosaques .

## Saison 1 (2014)
| Épisode | Lieu               | Chef cuisinier      | Première diffusion | Téléspectateurs          | Part d'audience |
| ------- | ------------------ | ------------------- | ------------------ | ------------------------ | --------------- |
| 1       | La Corse           | Reine Sammut        | 26 juin 2014       | 309 000[réf. nécessaire] | 1,3 %           |
| 2       | La Sologne         | Benjamin Collombat  | 3 juillet 2014     | 353 000[réf. nécessaire] | 1,6 %           |
| 3       | La Guadeloupe      | Eric Guérin         | 10 juillet 2014    | 437 000[réf. nécessaire] | 1,9 %           |
| 4       | Le Marais poitevin | Sang-Hoon Degeimbre | 17 juillet 2014    | 370 000[réf. nécessaire] | 1,9 %           |
| 5       | Le Gers            | Michel Sarran       | 24 juillet 2014    | 404 000[réf. nécessaire] | 2 %             |